# 김주성 (교육인)
김주성(金周晟, 1952년 1월 25일~)은 대한민국의 교육인이다.

## 학력
- 1971년 : 경기고등학교 졸업
- 1976년 : 한국외국어대학교 프랑스어학 학사
- 1978년 : 서울대학교 행정대학원 행정학 석사
- 1990년 : 텍사스대학교 대학원 정치학 박사

## 약력
- 한국교원대학교 일반사회교육과 교수
- 정치철학연구회 창립회장
- 한국정치사상학회 창립이사
- 한국정치학회 사상분과 위원장
- 한국교원대학교 제2대학 학장
- 한국동양정치사상사학회 회장
- 한국장학재단 명예홍보대사
- 유니세프한국위원회 세계시민교육자문위원
- 한국교원대학교 총장

| 전임 권재술 | 제9대 한국교원대학교 총장 2012년 3월 2일 ~ 2016년 3월 1일 | 후임 류희찬 |